# Turzyn (województwo mazowieckie)
Turzyn – wieś w Polsce położona w województwie mazowieckim, w powiecie wyszkowskim, w gminie Brańszczyk. Ma status sołectwa. Leży nad rzeką Bug.
| SIMC    | Nazwa               | Rodzaj    |
| ------- | ------------------- | --------- |
| 0506952 | Leśniczówka Natalin | część wsi |
| 0506969 | Turzyn-Kolonia      | część wsi |

Wierni Kościoła rzymskokatolickiego należą do parafii św. Jana Chrzciciela w Brańszczyku.

## Historia
Wieś wzmiankowana po raz pierwszy w 1203 w opisie posiadłości biskupstwa płockiego. Prywatna wieś duchowna Turzynno położona była w drugiej połowie XVI wieku w powiecie kamienieckim ziemi nurskiej województwa mazowieckiego. Do 1956 należąca do powiatu ostrowskiego, do 1975 do powiatu wyszkowskiego. W latach 1975–1998 miejscowość położona była w województwie ostrołęckim.
Nazwa Turzyn wywodzi się niewątpliwie od turów, zwierząt licznie tu niegdyś żyjących, podobnych do dzisiejszego żubra.
We wsi mieszkali oszczepnicy używani przez władcę do polowania na tury.
W pobliżu Turzyna znajduje się niewielkie jezioro nazywane w miejscowej tradycji Głusza. Związana jest z nim ciekawa legenda.
Otóż jak głosi opowieść stał w tym miejscu murowany kościół, ale jakaś zła siła spowodowała, że zapadł się pod ziemię i zalała go woda. Niektórzy mieszkańcy twierdzą, mówi także o tym legenda, że gdy na Głuszy panuje cisza, to słychać ponure bicie dzwonów. 
W latach 1921–1931 wieś leżała w województwie białostockim, w powiecie ostrołęckim, w gminie Brańszczyk.
Według Powszechnego Spisu Ludności z 1921 roku wieś zamieszkiwało 899 osoby, 896 było wyznania rzymskokatolickiego a 3 mojżeszowego. Jednocześnie wszyscy mieszkańcy zadeklarowali polską przynależność narodową. Były tu 152 budynki mieszkalne. Miejscowość należała do parafii rzymskokatolickiej w Brańszczyku. Podlegała pod Sąd Grodzki w Ostrowie i Okręgowy w Łomży; właściwy urząd pocztowy mieścił się w Brańszczyku.
W wyniku agresji III Rzeszy na Polskę we wrześniu 1939 wieś znalazła się pod okupacją niemiecką i do wyzwolenia weszła w skład dystryktu warszawskiego Generalnego Gubernatorstwa.
W latach 1975–1998 miejscowość należała administracyjnie do województwa ostrołęckiego.
Na dzień 31 grudnia 2013 roku sołectwo liczyło 747 mieszkańców zameldowanych na pobyt stały.